# Comunidade de Estados Latino-Americanos e Caribenhos
A Comunidade de Estados Latino-Americanos e Caribenhos (CELAC) (em castelhano: Comunidad de Estados Latinoamericanos y Caribeños; em francês: Communauté des États latin-américains et caraïbéens), é um organismo internacional regional com abrangência da América Latina e Caribe. Foi criado em 23 de fevereiro de 2010 em seção da Cúpula da Unidade da América Latina e Caribe, na cidade de Playa del Carmen, Quintana Roo, México, e é herdeira do Grupo do Rio (GRIO) e da Cúpula da América Latina e Caribe sobre Integração e Desenvolvimento (CALC). A sua primeira reunião de cúpula aconteceu em Caracas, capital da Venezuela, entre os dias 1 e 4 de dezembro de 2011.

## História
| Ano Local, país | 1975 PAN                                              | 1983 Contadora, PAN | 1985 Lima, PER                             | 1986 Rio de Janeiro, BRA                                                                                                | 1990 | 2008 Costa do Sauipe, BRA                                                                                               | 2010 Playa del Carmen, MEX                                                                                              | 2011 Caracas, VEN                                            | 2011 Caracas, VEN | 2011 Caracas, VEN |
|                 |                                                       |                     |                                            | | | Cúpula da América Latina e Caribe sobre Integração e Desenvolvimento (CALC)                                             | Cúpula da América Latina e Caribe sobre Integração e Desenvolvimento (CALC)                                             | Comunidade de Estados Latino-Americanos e Caribenhos (CELAC) |                   |                   |
|                 |                                                       | Grupo de Contadora  | Grupo de Contadora                         | Grupo dos Oito / Grupo do Rio (GRIO) Mecanismo Permanente de Consulta e Concertação Política da América Latina e Caribe | Grupo dos Oito / Grupo do Rio (GRIO) Mecanismo Permanente de Consulta e Concertação Política da América Latina e Caribe | Grupo dos Oito / Grupo do Rio (GRIO) Mecanismo Permanente de Consulta e Concertação Política da América Latina e Caribe | Grupo dos Oito / Grupo do Rio (GRIO) Mecanismo Permanente de Consulta e Concertação Política da América Latina e Caribe | Comunidade de Estados Latino-Americanos e Caribenhos (CELAC) |                   |                   |
|                 |                                                       |                     | Grupo de Lima / Grupo de Apoio à Contadora | Grupo dos Oito / Grupo do Rio (GRIO) Mecanismo Permanente de Consulta e Concertação Política da América Latina e Caribe | Grupo dos Oito / Grupo do Rio (GRIO) Mecanismo Permanente de Consulta e Concertação Política da América Latina e Caribe | Grupo dos Oito / Grupo do Rio (GRIO) Mecanismo Permanente de Consulta e Concertação Política da América Latina e Caribe | Grupo dos Oito / Grupo do Rio (GRIO) Mecanismo Permanente de Consulta e Concertação Política da América Latina e Caribe | Comunidade de Estados Latino-Americanos e Caribenhos (CELAC) |                   |                   |
|                 |                                                       |                     |                                            | | | | Cúpula da Unidade da América Latina e Caribe                                                                            |                                                              |                   |                   |
|                 | Sistema Econômico Latino-Americano e do Caribe (SELA) |                     |                                            | | | | |                                                              |                   |                   |
|                 |                                                       |                     |                                            | | | | |                                                              |                   |                   |

Em 23 de fevereiro de 2010, líderes latino-americanos na 23.ª Cimeira do Grupo do Rio em Playa del Carmen, Quintana Roo, México, formaram uma organização de países latino-americanos. Uma vez que sua carta foi desenvolvida, o grupo foi criado formalmente em julho de 2011, numa cimeira em Caracas. O bloco é o principal fórum para o diálogo político para a área, sem o Estados Unidos ou Canadá.

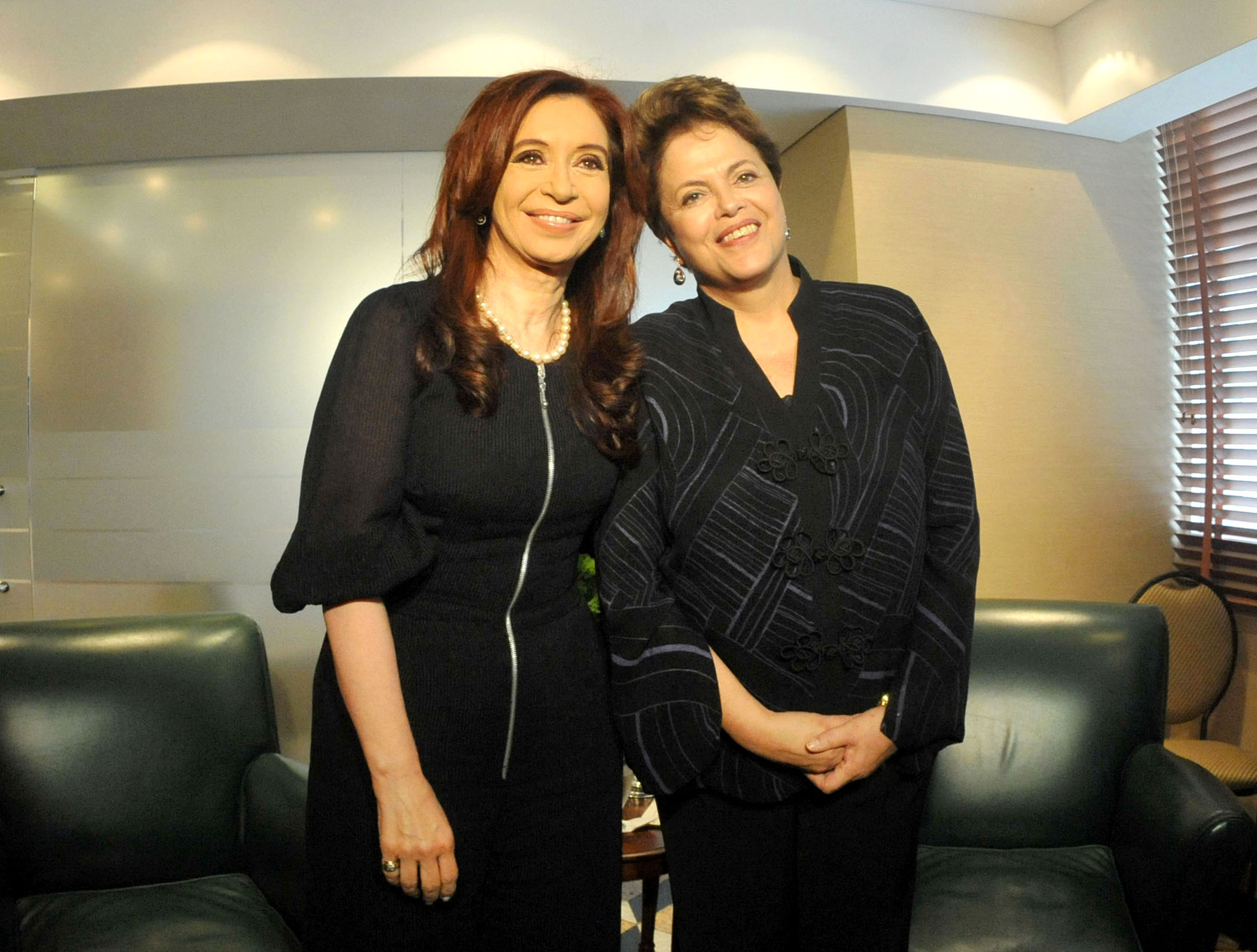
As presidentes Cristina Fernández de Kirchner (da Argentina) e Dilma Rousseff (do Brasil) — representantes das duas maiores economias da América do Sul — em reunião do CELAC.

Segundo Raúl Zibechi, do jornal La Jornada, de centro-esquerda do México: "A criação da Comunidade de Estados Latino-Americanos e Caribenhos é parte de uma mudança global e continental, caracterizada pelo declínio da hegemonia dos Estados Unidos e o surgimento de um grupo de blocos regionais que fazem parte do novo saldo global".
A atuação do bloco foi praticamente paralisada nos últimos anos diante da chegada de governos conservadores ao poder na região.
Em janeiro de 2020 o chanceler Ernesto Araújo anunciou que o Brasil deixava oficialmente o bloco, a pedido do presidente Jair Bolsonaro. O governo do presidente Jair Bolsonaro suspendeu a participação brasileira na Comunidade de Estados Latino-Americanos e Caribenhos (CELAC), rejeitando o convite feito pelo México, que assumiu este ano a presidência do grupo para voltar a participar do organismo internacional. Em nota, o Ministério das Relações Exteriores do Brasil informou que a CELAC "dá palco para regimes não democráticos" e "A Celac não vinha tendo resultados na defesa da democracia ou em qualquer área. Ao contrário, dava palco para regimes não democráticos como os da Venezuela, Cuba, Nicarágua". Dois anos depois, em 2023, no início do terceiro Governo Lula, Mauro Vieira, ministro das Relações Exteriores, anunciou o retorno do Brasil à organização e que o país estaria de volta já na próxima cúpula do bloco em 24 de janeiro 2023 na cidade de Buenos Aires.

## Membros

Diagrama de adesão de países e certos territórios dependentes da América à CELAC e a outras 19 instituições internacionais do continente (ALADI, AEC, ALBA, AP, CA-4, CAN, Caricom, CSME, Mercosul, OEA, OECO, OTCA, PARLACEN, Petrocaribe, SELA, SICA, TIAR, TLCAN, UNASUL) em 2016.

A CELAC tem presentemente 33 Estados-membros:
| País                     | Filiação de origem                                      |
| ------------------------ | ------------------------------------------------------- |
| Antígua e Barbuda        | Participação pela representação da Comunidade do Caribe |
| Argentina                | Grupo de Apoio a Contadora, Grupo do Rio                |
| Bahamas                  | Participação pela representação da Comunidade do Caribe |
| Barbados                 | Participação pela representação da Comunidade do Caribe |
| Belize                   | Grupo do Rio                                            |
| Bolívia                  | Grupo do Rio                                            |
| Brasil                   | Grupo de Apoio a Contadora, Grupo do Rio                |
| Chile                    | Grupo do Rio                                            |
| Colômbia                 | Grupo de Contadora, Grupo do Rio                        |
| Costa Rica               | Grupo do Rio                                            |
| Cuba                     | Grupo do Rio                                            |
| Dominica                 | Participação pela representação da Comunidade do Caribe |
| Equador                  | Grupo do Rio                                            |
| El Salvador              | Grupo do Rio                                            |
| Granada                  | Participação pela representação da Comunidade do Caribe |
| Guatemala                | Grupo do Rio                                            |
| Guiana                   | Grupo do Rio                                            |
| Haiti                    | Grupo do Rio                                            |
| Honduras                 | Grupo do Rio                                            |
| Jamaica                  | Participação pela representação da Comunidade do Caribe |
| México                   | Grupo de Contadora, Grupo do Rio                        |
| Nicarágua                | Grupo do Rio                                            |
| Panamá                   | Grupo de Contadora, Grupo do Rio                        |
| Paraguai                 | Grupo do Rio                                            |
| Peru                     | Grupo de Apoio a Contadora, Grupo do Rio                |
| República Dominicana     | Grupo do Rio                                            |
| Santa Lúcia              | Participação pela representação da Comunidade do Caribe |
| São Cristóvão e Neves    | Participação pela representação da Comunidade do Caribe |
| São Vicente e Granadinas | Participação pela representação da Comunidade do Caribe |
| Suriname                 | Participação pela representação da Comunidade do Caribe |
| Trinidad e Tobago        | Participação pela representação da Comunidade do Caribe |
| Uruguai                  | Grupo de Apoio a Contadora, Grupo do Rio                |
| Venezuela                | Grupo de Contadora, Grupo do Rio                        |

## Cúpulas

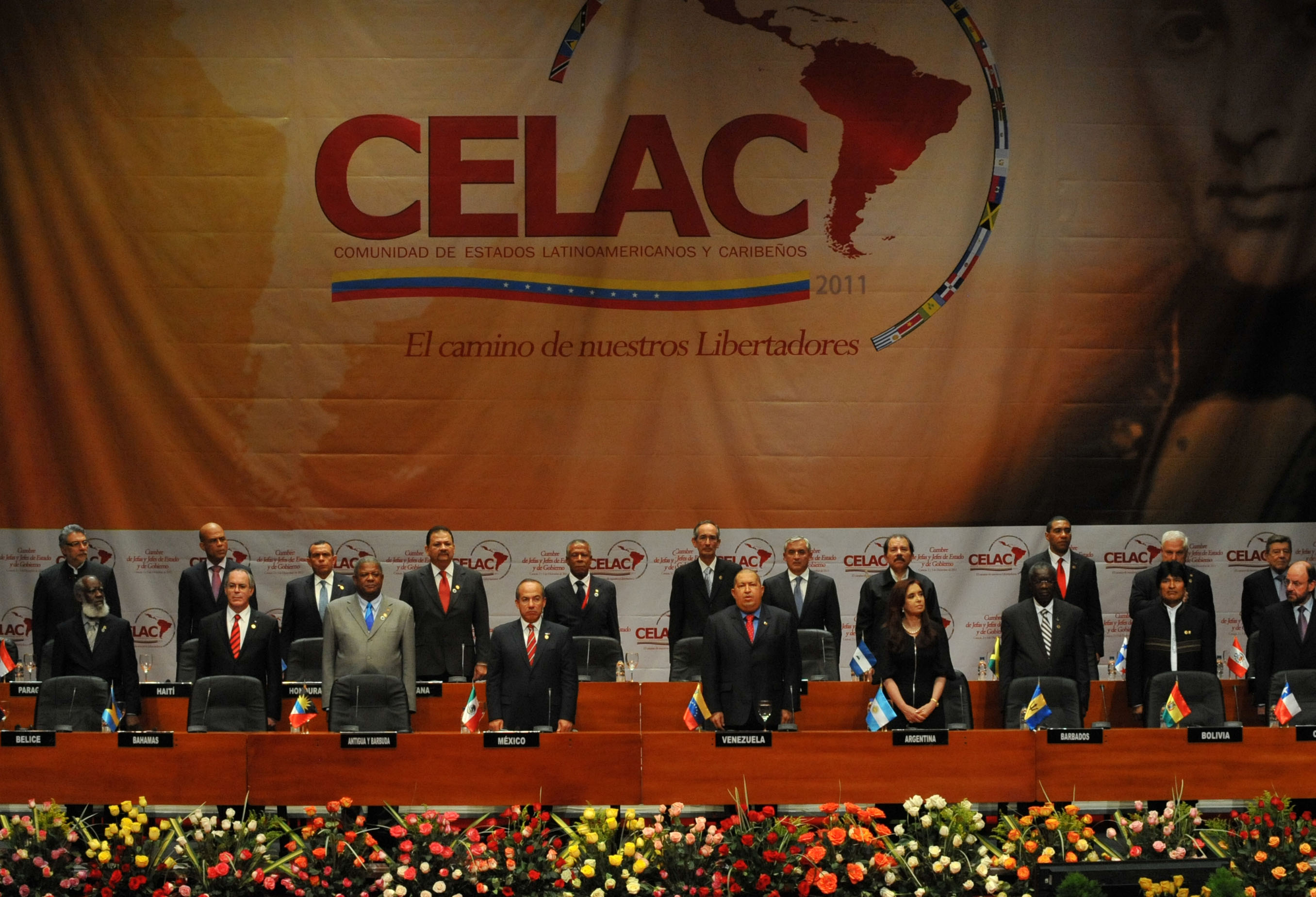
Representantes das nações integrantes da Celac no Teatro Teresa Carreño, de Caracas, na abertura da I Cúpula dessa organização em 2011.

A cimeira inaugural do CELAC foi realizada em dezembro de 2011, na Venezuela. A cúpula foi realizada entre 2 e 3 de dezembro de 2011, em Caracas.
| Cúpula   | Ano  | Cidade                   | País-sede            |
| -------- | ---- | ------------------------ | -------------------- |
| I CALC   | 2008 | Sauipe, Mata de São João | Brasil               |
| II CALC  | 2010 | Playa del Carmen         | México               |
| III CALC | 2011 | Caracas                  | Venezuela            |
| I        | 2013 | Santiago                 | Chile                |
| II       | 2014 | Havana                   | Cuba                 |
| III      | 2015 | San José                 | Costa Rica           |
| IV       | 2016 | Quito                    | Equador              |
| V        | 2017 | Punta Cana               | República Dominicana |
| VI       | 2021 | Cidade do México         | México               |
| VII      | 2023 | Buenos Aires             | Argentina            |